# 川杨河
川杨河是位于上海市的一条人工河。其东出三甲港水闸入长江口，西经杨思港水闸通黄浦江，全长28.77公里，河宽70米。

## 建设历史
川杨河的施工分为两期进行。一期工程自三甲港水闸至陆家大桥，于1978年11月20日开工，次年1月20日结束工程，长度13.5公里。二期工程自陆家大桥至杨思港水闸，于1979年11月25日开工，次年1月15日竣工，长度15.25公里。

## 作用
川杨河沟通了浦东境内被钦公塘所分隔的两大水系，并使周边35万亩农田受益。同时也成为了重要的水上运输通道。